# Baicaloclepsis grubei
Baicaloclepsis grubei — вид п'явок з роду Baicaloclepsis підродини Toricinae родини Пласкі п'явки ряду Хоботні п'явки (Rhynchobdellida).

## Опис
Загальна довжина досягає 40 мм. Є 2 пари частково редукованих очей. тіло масивне, здатне розширюватися. Має на спинній стороні шість рядів великих пухирців. Задня присоска невелика у порівняні з передньою.
Забарвлення жовтувате з ніжно-рожевим відтінком

## Спосіб життя
Тримається на глибині від 10 до 40 м. Не здатна плавати, зустрічається біля дна, рухається повільно. Є ектопаразитом, що живиться кров'ю риб та м'якими тканинами бокоплавів.

## Розповсюдження
Є ендеміком озера Байкал. Знайдено лише у бухті Малого Моря.